# Closterium pritchardianum
Closterium pritchardianum  là một loài Song tinh tảo trong họ Desmidiaceae, thuộc chi Closterium.